# مقتل جوليبي رانارا
جوليبي كابيلس رانارا (17 يوليو 1988 – 21 يناير 2023) هي عاملة فلبينية عُثر على جثتها في الصحراء في 21 يناير 2023 في الكويت. ووفق التقارير، فقد تعرضت للاغتصاب والقتل والحرق ثم أُلقيت في الصحراء. وقد أعاد مقتلها إحياء النقاش العام حول محنة العمال المهاجرين الفلبينيين المقيمين في الكويت.

## الخلفية

### جوليبي رانارا
كانت جوليبي كابيلس رانارا امرأة تبلغ من العمر 34 عامًا وعاملة فلبينية تعمل كعاملة منزلية لدى صاحب عملها الأخير في الكويت. حصلت رانارا على وظيفتها من خلال وكالة التوظيف الفلبينية «كاتاليست إنترناشونال مانباور سيرفيسز كومباني» ونظيرتها في الكويت «بلاتينيوم إنترناشونال أوفيس فور ريكروتمنت أوف دومستيك مانباور».

## الوفاة
عُثر عليها ميتة ومدفونة في الصحراء بالقرب من طريق السالمي في 21 يناير 2023. وُجدت جثتها محترقة ورأسها مهشم. وكشف تشريح الجثة من قبل السلطات الكويتية أنها كانت حاملاً وقت وفاتها. ويُزعم أنها تعرضت للقتل والاغتصاب.
أفادت التقارير أنها اتصلت بعائلتها قبل وفاتها بفترة قصيرة معربة عن خوفها من ابن صاحب عملها البالغ من العمر 17 عامًا.
رفضت عائلتها قبول الدية أو التوصل إلى تسوية مع الأشخاص المرتبطين بالمتهم المزعوم.

#### إعادة الجثمان ودفنه
أُعيد جثمان رانارا إلى الفلبين في 27 يناير 2023، وتكفل أصحاب عملها بالمصاريف. وبدأ مكتب التحقيقات الوطني في الفلبين (NBI) إجراء تشريحه الخاص للجثة في اليوم التالي. ودُفن الجثمان في 5 فبراير 2023 في منتزه غولدن هافن التذكاري في لاس بيناس.

### الجاني
تمكنت السلطات الكويتية من إلقاء القبض على الجاني، الذي تم تحديد هويته بأنه تركي عايد العازمي، وهو كويتي يبلغ من العمر 17 عامًا، وذلك في أقل من يوم من العثور على رانارا ميتة. وتبين أن الشخص هو ابن صاحب عمل رانارا.

### حالات سابقة والعلاقات الكويتية الفلبينية
في عام 2018، وقع حدث دولي بين الكويت والفلبين عقب مقتل جوانا ديمافيليس. وقد وجّه الرئيس رودريغو دوتيرتي بفرض حظر على إرسال العمال المهاجرين إلى الكويت. ورفع الحظر جزئيًا عندما توصلوا إلى اتفاق بشأن حماية العمال المهاجرين في مايو من ذلك العام. إلا أن وفاة ديمابليس تلتها حالات كونستانسيا لاغو داياغ (2019) وجانيلين فيلافيندي (2020) اللتين قتلتهما أرباب عملهما.

## ردود الفعل

### الكويت
في 29 يناير 2023، أدان وزير الخارجية الكويتي الشيخ سالم عبد الله الجابر الصباح عمليات القتل وأعرب عن تعازيه لعائلة رانارا. وأضاف أن أفعال الجاني لا تعكس بأي حال من الأحوال طبيعة وقيم المجتمع الكويتي والشعب الكويتي والحكومة الكويتية.
في 26 مايو 2023، أوقفت الكويت إصدار التأشيرات لجميع المواطنين الفلبينيين إلى أجل غير مسمى. وذكرت وزارة الداخلية أن تصرفات السفارة الفلبينية في الكويت انتهكت اتفاقية العمل الثنائية الموقعة بين البلدين عام 2018، والتي وقعت عقب العثور في 2018 على جثة مجمدة للعاملة الفلبينية جوانا ديمابليس التي قتلها أرباب عملها. وتشمل الانتهاكات المذكورة «إيواء العمال في ملاجئ، والبحث عن الهاربين دون إشراك المؤسسات الحكومية، والتواصل مع المواطنين الكويتيين دون إذن من السلطات، والضغط على أرباب العمل الكويتيين لإضافة بنود إلى عقود العمل». ويُعتقد أن الحظر جاء كرد انتقامي على الحظر الفلبيني السابق لإرسال العمال الفلبينيين إلى الكويت عقب مقتل رانارا.

### الفلبين

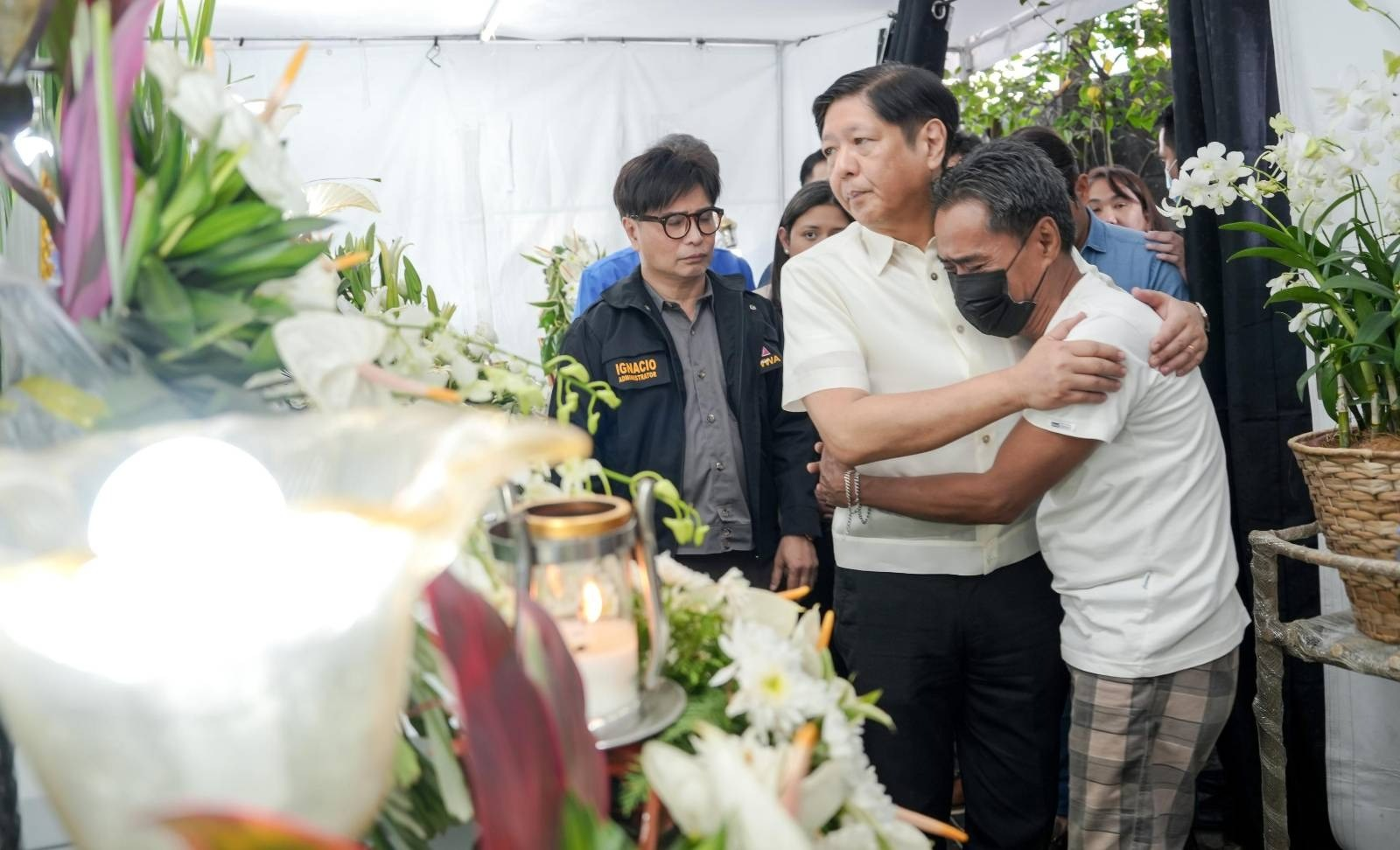
الرئيس بونغ بونغ ماركوس يزور عزاء رانارا في لاس بيناس (30 يناير 2023)

صرحت وزارة العمال المهاجرين ‏ برئاسة الوزيرة سوزان أوبل ‏ في 24 يناير إنها لا تفكر في فرض حظر شامل على إرسال العمال المهاجرين الفلبينيين الراغبين في العمل في الكويت، معتبرة أن إجراءات السلطات الكويتية في القضية كانت سريعة، على الرغم من أن الوزارة تنظر في فرض تدابير حماية إضافية.
دعا السيناتور جينغغوي استرادا ‏ إلى تكثيف الحملة الداعية لإلغاء نظام الكفالة في الدول العربية. وفي 29 يناير، دعا السيناتور رافي تولفو ‏ إلى فرض حظر شامل على الإرسال، قائلاً إنه من الأفضل السماح للفلبينيين بالعمل في أماكن يُعاملون فيها بشكل أفضل مثل غوام. كما طالب الحكومة الكويتية بتقديم اعتذار علني للشعب الفلبيني. كما دعا السيناتوران جيفي إجرستو ‏ وجويل فيلانويفا إلى فرض حظر على الإرسال.
وفي الوقت نفسه، دعا بعض المشرعين في لجنة شؤون العمال في الخارج التابعة لمجلس النواب إلى التحقيق في وكالة توظيف رانارا، وهي «كاتاليست إنترناشونال مانباور سيرفيسز كومباني»، وذلك لتحديد ما إذا كانت الوكالة متورطة في أنشطة غير قانونية أو مخالفة.
زار الرئيس بونغ بونغ ماركوس عزاء رانارا في 30 يناير، وتعهد بتقديم المساعدة والانخراط في محادثات ثنائية مع الحكومة الكويتية بشأن القضية.
وفي 8 فبراير 2023، فرضت وزارة العمال المهاجرين تأجيلاً على إرسال العاملات المنزليات الفلبينيات الجديدات المتجهات إلى الكويت. كما أصدرت الوزارة تعليقًا وقائيًا على عمليات «كاتاليست إنترناشونال» وتعتزم رفع دعوى ضدها وضد نظيرتها الكويتية «بلاتينيوم إنترناشونال أوفيس فور ريكروتمنت أوف دومستيك مانباور».

## الحل
في 15 سبتمبر 2023، حكمت المحكمة الكويتية على قاتل رانارا، تركي عايد العازمي، بالسجن 15 عامًا بتهمة القتل. كما حُكم عليه بالسجن سنة إضافية لقيادته دون رخصة. وفي 21 فبراير 2024، أيدت محكمة الاستئناف في دولة الكويت الحكم بالإدانة والعقوبة.
تحدث ولي عهد الكويت مشعل الأحمد الجابر الصباح مع الرئيس بونغ بونغ ماركوس على هامش قمة أسيان–مجلس التعاون لدول الخليج العربية في الرياض في أكتوبر 2023 بشأن النزاع العمالي بين الكويت والفلبين. واعتذر لماركوس عن رد فعل بلاده تجاه القضية وتعهد بالعمل على حل النزاع.

## ملحوظات
1. ↑  ذكرت بعض المصادر أن عمرها كان 35 عامًا.[1] وفق ما ورد على لافتة، وُلدت رانارا في 17 يوليو 1988 وقُتلت في 21 يناير 2023، وبذلك توفيت عن عمر 34 عامًا.[2]